# Eudorylas mediterraneus
Eudorylas mediterraneus är en tvåvingeart som beskrevs av De Meyer och Ackland 1997. Eudorylas mediterraneus ingår i släktet Eudorylas och familjen ögonflugor. Inga underarter finns listade i Catalogue of Life.